# 福克蘭宮

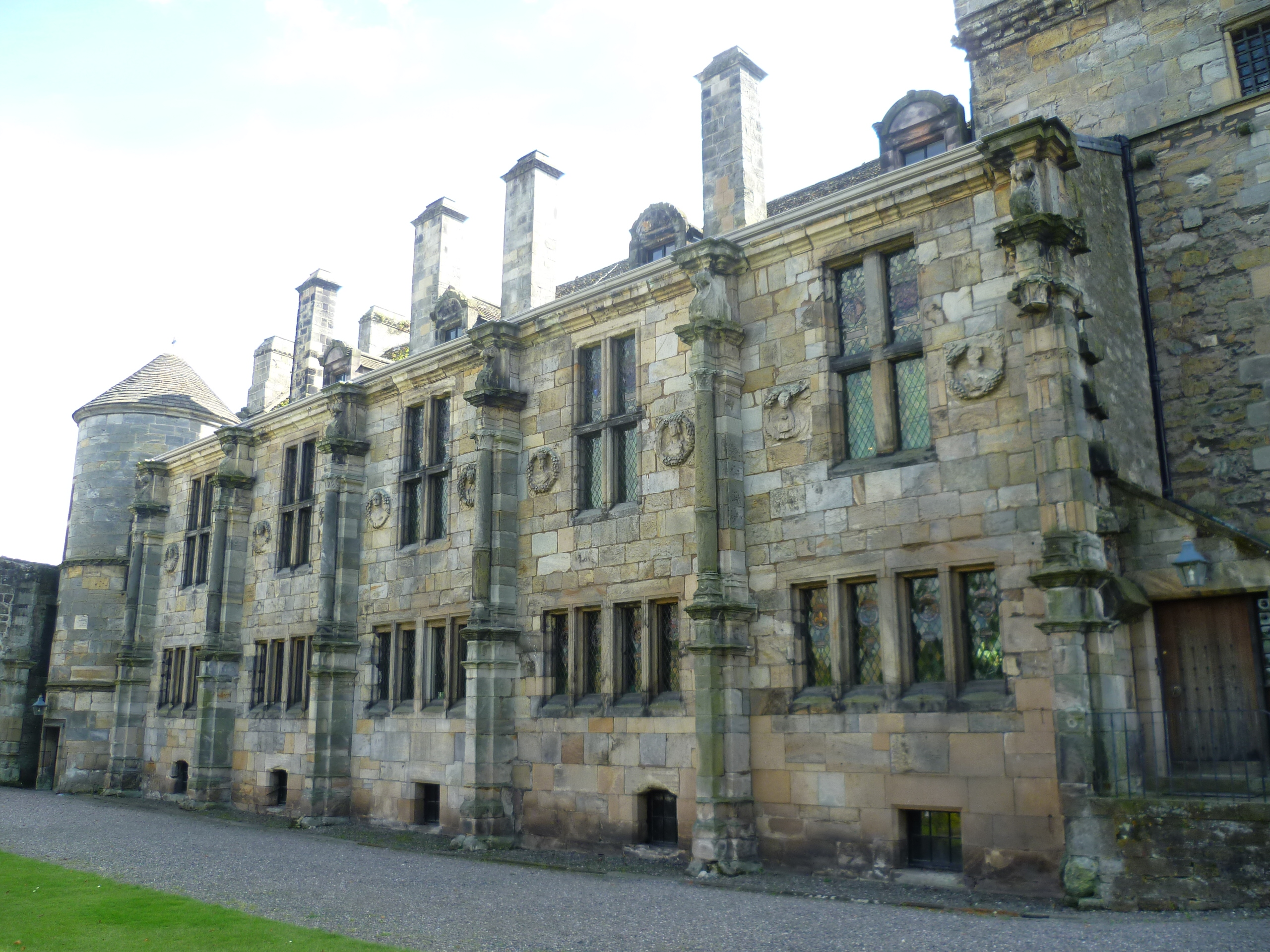
福克蘭宮

福克蘭宮（Falkland Palace）是位於蘇格蘭福克蘭的一座建築，這裡曾是蘇格蘭國王的宮殿。現在福克蘭宮由蘇格蘭國民信託管理。在修建福克蘭宮之前，這裡曾有一座狩獵小屋。

## 外部連結
- Rampant Scotland feature （页面存档备份，存于）
- National Trust profile
- Engraving of Dunkeld in 1693 （页面存档备份，存于） by John Slezer at National Library of Scotland